# Nuno da Cunha de Ataíde
Nuno da Cunha de Ataíde (c. 1610 — 10 de fevereiro de 1696), 1.º Conde de Pontével por carta régia de 10 de julho de 1662, foi um dos conjurados de 1640.

## Biografia
Nasceu cerca de 1610, filho de Tristão da Cunha de Ataíde, 7.º senhor de Povolide, com Antónia de Vasconcelos, filha de Damião de Aguiar, chanceler-mor do reino.
Era tetraneto, por varonia, do célebre navegador Tristão da Cunha, e foi em Portugal o primeiro fidalgo usando o sobrenome Cunha a chegar à titulação (alguns ramos da família, que emigraram para Castela na Idade Média, eram lá titulares desde o ano de 1397, como condes de Valência de Campos e de Buendía; e Lopo de Albuquerque, 1.º conde de Penamacor em maio de 1475, tinha a varonia de Cunha, embora não tenha usado o nome).
Representava também a linha de parentesco mais próxima da primogenitura dos Ataídes, pois D. Helena de Ataíde, irmã de D. Luís de Ataíde, 3.º conde de Atouguia (que faleceu sem geração), era bisavó paterna do 1.º conde de Pontével.
Serviu na Guerra da Restauração, tendo sido Capitão de Infantaria e de Cavalaria, Tenente General de Cavalaria, General de Artilharia, Mestre de Campo General, Governador das Armas da Província da Beira, Governador e Capitão-General do Reino do Algarve.
Foi também Deputado da Junta dos Três Estados, do Conselho de Guerra, Estribeiro-mor da Infanta D. Isabel Josefa, Presidente do Senado da Câmara de Lisboa (1686), Presidente das Juntas do Tabaco e do Comércio, e Embaixador Extraordinário a Inglaterra entre 1687 até 1692.
Teve as comendas de Santa Maria de Montalvão e de Santa Maria de Bornes na Ordem de Cristo e foi  Alcaide-mor de Sernancelhe.
Foi um dos Quarenta Conjurados que, na revolução do 1 de Dezembro de 1640, restabeleceram a Independência de Portugal em relação ao jugo de Castela.
Tendo governado o Algarve entre 1653 e 1655 e 1674-1675, foi provedor da Santa Casa da Misericórdia de Lagos, entre 1671 e 1675. Mandou construir em Lagos as casas da Câmara e abrir um poço de grande utilidade pública. Mandou, ainda, fazer uma muralha que cercava a Igreja da Luz.
(Julga-se que o Forte da Meia Praia tenha sido construído cerca de 1670, por ordem do Conde de Pontével, de forma a defender a Praia de S. Roque - antiga denominação da Meia Praia - e a foz da Ribeira da Carrapateira).
Fez também parte da comitiva que embarcou na armada inglesa que conduziu até a Grã-Bretanha a nova rainha, D. Catarina de Bragança, juntamente com o  marquês de Sande, Francisco Correia da Silva, e mais pessoas da corte designadas para a acompanhar na viagem.

## Casamento e sucessão
Casou com D. Elvira Maria de Vilhena (Lisboa, 25 de março de 1623 — 1718), condessa de Pontével e dama de honor da infanta portuguesa e rainha de Inglaterra, D. Catarina de Bragança.
D. Elvira Maria e Vilhena tinha casa em Pontével, e era filha de D. João de Sousa da Silveira, alcaide-mor de Tomar. Recebera a promessa de título para quem casasse com ela, por ter acompanhado a Inglaterra a rainha D. Catarina de Bragança.
D. Nuno da Cunha de Ataíde faleceu em 10 de fevereiro de 1696.
Foi sepultado na Igreja da Ordem Terceira de São Francisco, ficando como herdeira a sua esposa, a condessa de Pontével, a qual havia doado um terreno para a Igreja da Encarnação, que mandou edificar depois de víúva, junto às Portas de Santa Catarina, no Largo do Chiado, em Lisboa.
Como os condes de Pontével morreram sem geração, foi Tristão da Cunha de Ataíde, 1° conde de Povolide (filho de Luís da Cunha e Ataíde, 9° senhor de Povolide), quem herdou a casa de D. Nuno, seu tio.
Um irmão segundogênito deste 1.º conde de Povolide, e homônimo do conde de Pontével, foi D. Nuno da Cunha e Ataíde, o célebre Cardeal da Cunha, influente conselheiro de D. João V.